# Собор Святой Марии (Сибиу)
Собор Святой Марии (рум. Biserica Evanghelică din Sibiu, нем. Evangelische Stadtpfarrkirche in Hermannstadt) — лютеранский собор в румынском городе Сибиу, который ранее является центром трансильванских саксонцев.
Церковный шпиль высотой 73,34 метра является символом города.

## История
Трансильванские саксонцы перешли в Евангелическую Церковь под влиянием проповеди Йоханнеса Хонтеруса. Главным церковным зданием новой конфессии стал вновь построенный (1520 год) собор святой Марии. До настоящего времени собор является центром Евангелической Церкви Аугсбургского Исповедания Румынии, здесь же находится кафедра епископа-руководителя Церкви (с 1990 года им является доктор Кристоф Кляйн).

## Описание
Церковь находится в верхней части старого города Сибиу. Построена на месте старой римской базилики. Строительство началось ещё в XIV веке. В 1448 году с западной стороны были пристроены помещения (т. н. ferula), используемые в настоящее время для выставок и концертов. Орган в церкви имелся уже в 1394 году, однако от него ничего не сохранилось. Современный орган установлен в 1914—1915 годах фирмой Вильгельма Зауэра. Это самый большой орган в Трансильвании. В церкви имеется ещё один орган, используемый в концертных целях.
В центральном нефе имеется несколько мемориальных досок, в том числе в память о Самуэле фон Брукетале, губернаторе Трансильвании во время правления Марии Терезии. Так же в нефе, наряду с новым алтарём, сохранились части средневековых алтарей. Там же имеется фреска Путь роз, написанная Йоханнесом фон Росенау в 1445 году, которая показывается жизненный путь, страдания и вознесение Иисуса Христа. Бронзовая купель в церкви отлита из османской пушки.

## Галерея

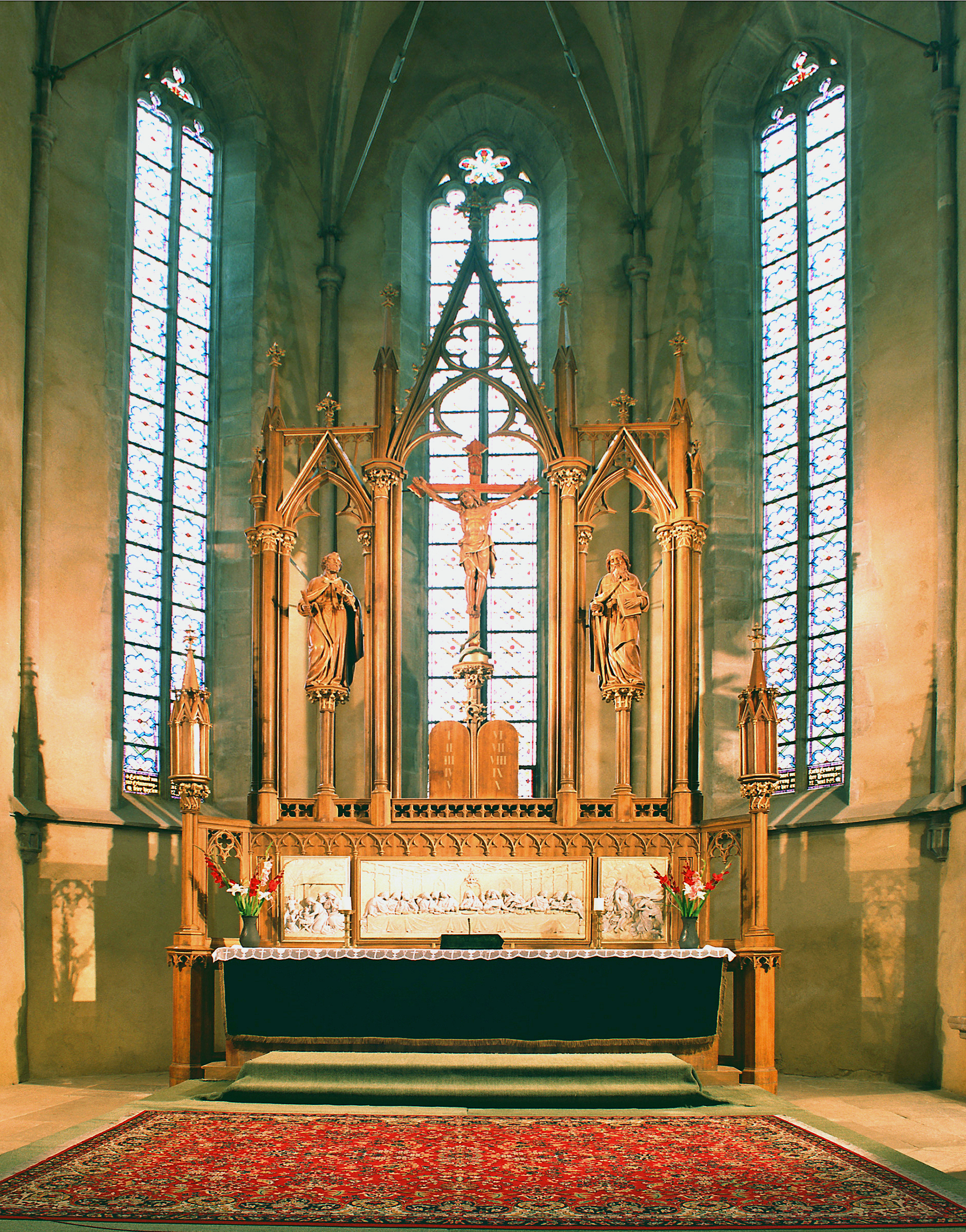
Алтарь
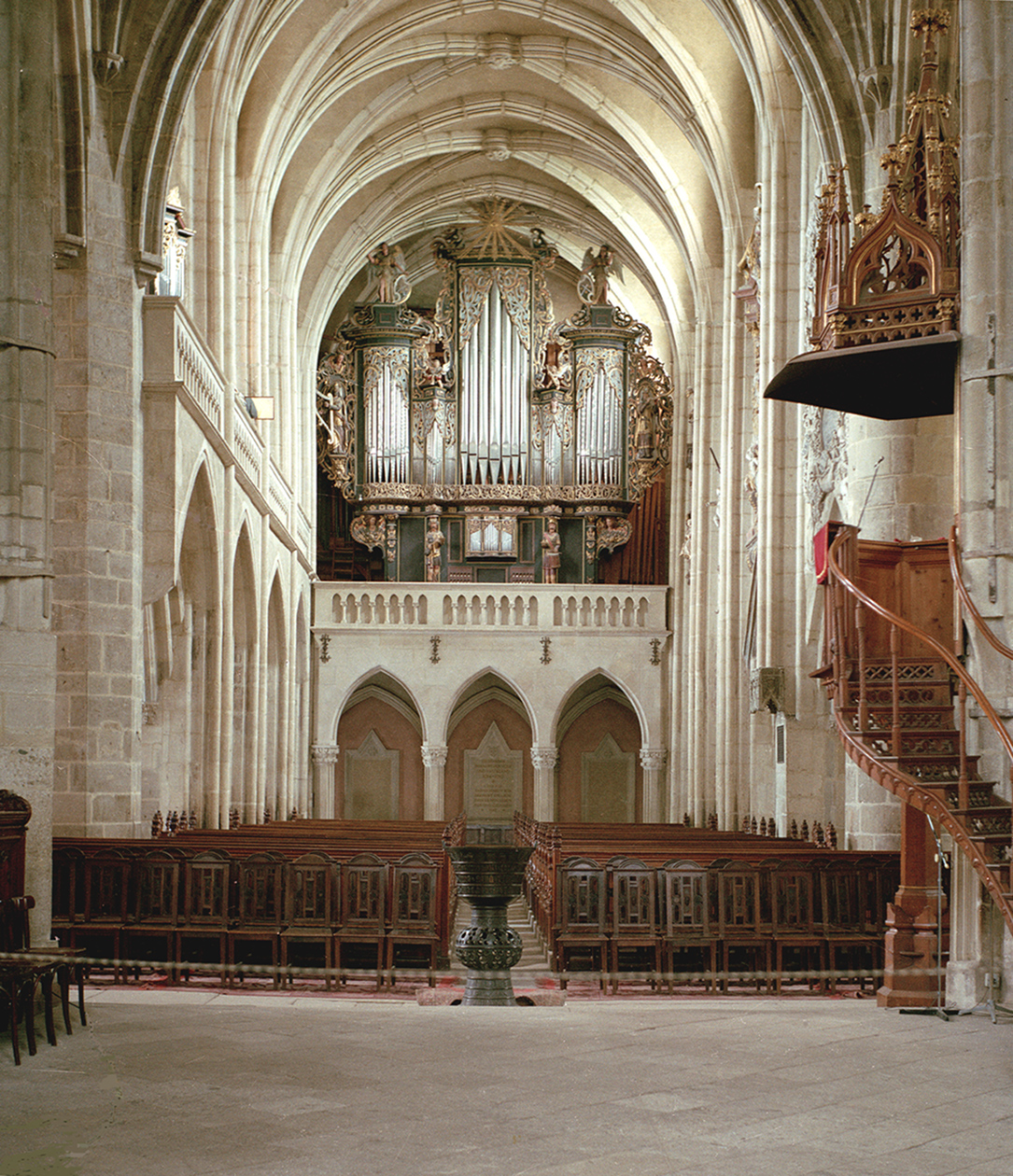
Орган
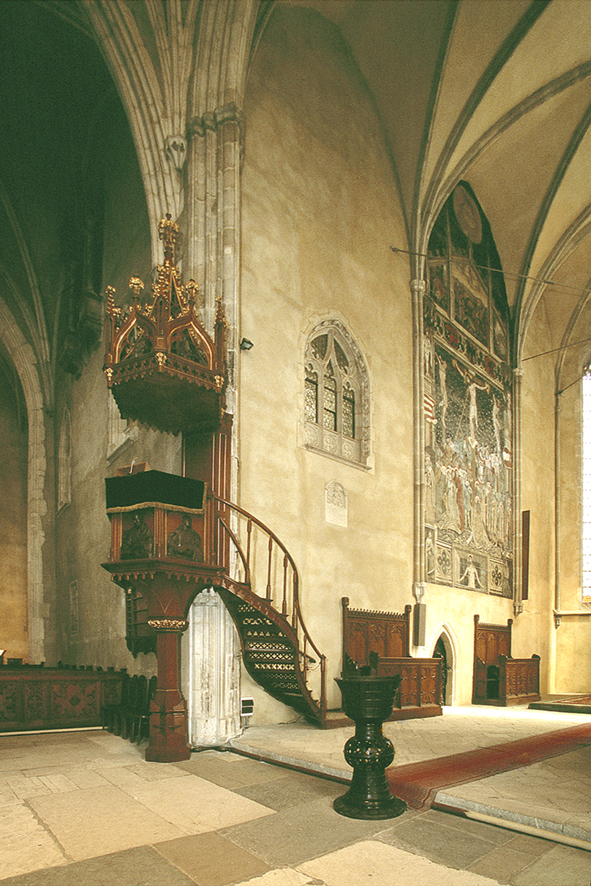
Кафедра проповедника и купель. На заднем плане фреска «тура роз»